# Asceles rulanda
Asceles rulanda är en insektsart. Asceles rulanda ingår i släktet Asceles och familjen Diapheromeridae.

## Underarter
Arten delas in i följande underarter:
- A. r. undulatipes
- A. r. modestior
- A. r. rulanda